# Michèle Laforest
Michelle Dussutour-Hammer, connue sous le nom de plume Michèle Laforest (née le 7 février 1927 dans le 14e arrondissement de Paris) est une universitaire, historienne et romancière française. Elle a enseigné en Afrique.

## Biographie
Michèle Laforest réside à Guéret.

## Œuvres
- La perquisition, Belfond, 1986. 287p.
- Les Révoltés d'Ajain : quand la République tuait les paysans, éditions Albin Michel, 2000 (cet ouvrage a reçu le Prix Ouest en 2000[3])
- Rue des pommes, éditions Albin Michel, 2001. Le livre retrace une histoire de Guéret
- La Clairière, édition Lucien Souny, 2003
- Geneviève et Attila, Éditions Albin Michel
- Clovis, un roi de légende, Éditions Albin Michel
- L'île du silence, éditions Belfond
- Tutuola, mon bon maître, éditions Confluence[4]